# Jocs Asiàtics de 1978
Els Jocs Asiàtics de 1978 es van celebrar del 9 de desembre al 20 de desembre de 1978 a Bangkok, Tailàndia.
El Pakistan havia d'organitzar els Jocs originàriament, però els seus conflictes amb Bangladesh i Índia ho va impedir. Singapur també va rebutjar d'organitzar-los per problemes financers. Finalment, Tailàndia oferí la seva ajuda i els Jocs tornaren a Bangkok novament. En l'àmbit polític, Israel fou exclosa dels Jocs Asiàtics. Debutaren el tir amb arc i les bitlles.

## Esports
| - Tir amb arc - Atletisme - Bàdminton - Basquetbol - Boxa - Bitlles - Ciclisme - Salts - Esgrima - Futbol | - Gimnàstica - Hoquei sobre herba - Vela - Tir olímpic - Natació - Tennis de taula - Tennis - Voleibol - Halterofília - Lluita |

## Medaller
| Posició | País            | Or  | Argent | Bronze | Total |
| 1       | Japó            | 70  | 58     | 49     | 177   |
| 2       | R.P. de la Xina | 51  | 55     | 45     | 151   |
| 3       | Corea del Sud   | 18  | 20     | 31     | 69    |
| 4       | North Korea     | 15  | 13     | 15     | 43    |
| 5       | Tailàndia       | 11  | 11     | 20     | 42    |
| 6       | Índia           | 11  | 11     | 6      | 28    |
| 7       | Indonèsia       | 8   | 7      | 18     | 33    |
| 8       | Pakistan        | 4   | 4      | 9      | 17    |
| 9       | Filipines       | 4   | 4      | 6      | 14    |
| 10      | Iraq            | 2   | 4      | 6      | 12    |
| 11      | Malàisia        | 2   | 1      | 4      | 7     |
| 12      | Singapur        | 2   | 1      | 3      | 6     |
| 13      | Mongolia        | 1   | 3      | 5      | 9     |
| 14      | Líban           | 1   | 1      | 0      | 2     |
| 15      | Syria           | 1   | 0      | 0      | 1     |
| 16      | Myanmar         | 0   | 3      | 3      | 6     |
| 17      | Hong Kong       | 0   | 2      | 3      | 5     |
| 18      | Sri Lanka       | 0   | 0      | 2      | 2     |
| 19      | Kuwait          | 0   | 0      | 1      | 1     |
| Total   | Total           | 201 | 198    | 226    | 625   |